# Oussama Idrissi
Oussama Idrissi (Bergen op Zoom, 26 febbraio 1996) è un calciatore olandese naturalizzato marocchino, attaccante del Pachuca.

## Carriera

### Club
Compie il suo debutto in Eredivisie il 19 dicembre 2015 in una partita contro l'Heracles Almelo. Nel corso della stagione totalizza 18 presenze e tre reti, tutte in campionato.
Nel giugno 2016 rinnova il proprio contratto coi biancoverdi sino al 2020.
Nel 2018 passa all’AZ Alkmaar.
Nell'ottobre del 2020, dopo 96 presenze e 37 gol complessivi collezionati con l'AZ tra campionato e coppe, viene ceduto al Siviglia per 12 milioni di euro ma già il 1º febbraio 2021, dopo sole 10 presenze complessive, fa ritorno in Olanda venendo ceduto in prestito all'Ajax.
Il 1º settembre 2023 rescinde il proprio contratto con gli andalusi.

### Nazionale
Dopo avere rappresentato le selezioni giovanili olandesi, il 2 novembre 2018 accetta la convocazione della nazionale del Marocco. Il 20 marzo 2019 riceve l'OK definitivo dalla FIFA per rappresentare i leoni dell'Atlante, e 3 giorni dopo fa il suo esordio in nazionale in una partita contro il Malawi, valida per le Qualificazioni alla Coppa delle Nazioni Africane 2019. Pochi mesi dopo viene convocato per la medesima competizione continentale.

## Statistiche
Aggiornato al 12 dicembre 2024
| Stagione            | Squadra           | Campionato        | Campionato | Campionato | Coppe nazionali | Coppe nazionali | Coppe nazionali | Coppe continentali | Coppe continentali | Coppe continentali | Altre coppe | Altre coppe | Altre coppe | Totale | Totale |
| Stagione            | Squadra           | Comp              | Pres       | Reti       | Comp            | Pres            | Reti            | Comp               | Pres               | Reti               | Comp        | Pres        | Reti        | Pres   | Reti   |
| ------------------- | ----------------- | ----------------- | ---------- | ---------- | --------------- | --------------- | --------------- | ------------------ | ------------------ | ------------------ | ----------- | ----------- | ----------- | ------ | ------ |
| 2015-2016           | Groningen         | ED                | 16+2       | 3          | CO              | 0               | 0               | -                  | -                  | -                  | -           | -           | -           | 18     | 3      |
| 2016-2017           | Groningen         | ED                | 27+2       | 5          | CO              | 1               | 0               | -                  | -                  | -                  | -           | -           | -           | 30     | 5      |
| 2017-gen. 2018      | Groningen         | ED                | 15         | 4          | CO              | 1               | 1               | -                  | -                  | -                  | -           | -           | -           | 16     | 5      |
| Totale Groningen    | Totale Groningen  | Totale Groningen  | 58+4       | 12         |                 | 2               | 1               |                    | 4                  | 0                  |             | -           | -           | 64     | 13     |
| 2018                | AZ Alkmaar        | ED                | 12         | 3          | CO              | 3               | 3               | -                  | -                  | -                  | -           | -           | -           | 15     | 6      |
| 2018-2019           | AZ Alkmaar        | ED                | 32         | 8          | CO              | 5               | 6               | UEL                | 2                  | 0                  | -           | -           | -           | 39     | 14     |
| 2019-2020           | AZ Alkmaar        | ED                | 25         | 13         | CO              | 3               | 1               | UEL                | 14                 | 3                  | -           | -           | -           | 41     | 17     |
| 2020-ott. 2020      | AZ Alkmaar        | ED                | 0          | 0          | CO              | 0               | 0               | UCL                | 2                  | 0                  | -           | -           | -           | 2      | 0      |
| Totale AZ Alkmaar   | Totale AZ Alkmaar | Totale AZ Alkmaar | 69         | 24         |                 | 11              | 10              |                    | 18                 | 3                  |             | -           | -           | 98     | 37     |
| ott. 2020-gen. 2021 | Siviglia          | PD                | 3          | 0          | CR              | 4               | 0               | UCL                | 3                  | 0                  | -           | -           | -           | 10     | 0      |
| gen.-giu. 2021      | Ajax              | ED                | 7          | 0          | CO              | 1               | 0               | UEL                | 6                  | 0                  | -           | -           | -           | 14     | 0      |
| 2021-gen. 2022      | Siviglia          | PD                | 5          | 0          | CR              | 2               | 0               | UCL                | 0                  | 0                  |             | -           | -           | 7      | 0      |
| Totale Siviglia     | Totale Siviglia   | Totale Siviglia   | 8          | 0          |                 | 6               | 0               |                    | 3                  | 0                  |             | -           | -           | 17     | 0      |
| gen.-giu. 2022      | Cadice            | PD                | 12         | 1          | CR              | 1               | 0               |                    | -                  | -                  |             | -           | -           | 13     | 1      |
| 2022-2023           | Feyenoord         | E                 | 27         | 4          | CO              | 4               | 0               | UECL               | 7                  | 3                  |             | -           | -           | 38     | 7      |
| 2023-2024           | Pachuca           | PD                | 23+3       | 5+1        |                 | -               | -               | CCC                | 7                  | 1                  |             | -           | -           | 33     | 7      |
| 2024-2025           | Pachuca           | PD                | 16         | 2          |                 | -               | -               |                    | -                  | -                  | CI+LC+CmC   | 1+3+0       | 1+1+0       | 20     | 4      |
| Totale Pachuca      | Totale Pachuca    | Totale Pachuca    | 39+3       | 7+1        |                 | -               | -               |                    | 7                  | 1                  |             | 4           | 2           | 53     | 11     |
| Totale carriera     | Totale carriera   | Totale carriera   | 223        | 49         |                 | 25              | 11              |                    | 45                 | 7                  |             | 4           | 2           | 297    | 69     |

### Cronologia presenze e reti in nazionale
| Cronologia completa delle presenze e delle reti in nazionale ― Marocco | Cronologia completa delle presenze e delle reti in nazionale ― Marocco | Cronologia completa delle presenze e delle reti in nazionale ― Marocco | Cronologia completa delle presenze e delle reti in nazionale ― Marocco | Cronologia completa delle presenze e delle reti in nazionale ― Marocco | Cronologia completa delle presenze e delle reti in nazionale ― Marocco | Cronologia completa delle presenze e delle reti in nazionale ― Marocco | Cronologia completa delle presenze e delle reti in nazionale ― Marocco |
| Data                                                                   | Città                                                                  | In casa                                                                | Risultato                                                              | Ospiti                                                                 | Competizione                                                           | Reti                                                                   | Note                                                                   |
| ---------------------------------------------------------------------- | ---------------------------------------------------------------------- | ---------------------------------------------------------------------- | ---------------------------------------------------------------------- | ---------------------------------------------------------------------- | ---------------------------------------------------------------------- | ---------------------------------------------------------------------- | ---------------------------------------------------------------------- |
| 22-3-2019                                                              | Blantyre                                                               | Malawi                                                                 | 0 – 0                                                                  | Marocco                                                                | Qual. Coppa d'Africa 2019                                              | -                                                                      |                                                                        |
| 26-3-2019                                                              | Tangeri                                                                | Marocco                                                                | 0 – 1                                                                  | Argentina                                                              | Amichevole                                                             | -                                                                      | 87’                                                                    |
| 12-6-2019                                                              | Marrakech                                                              | Marocco                                                                | 0 – 1                                                                  | Gambia                                                                 | Amichevole                                                             | -                                                                      | 46’                                                                    |
| 16-6-2019                                                              | Marrakech                                                              | Marocco                                                                | 2 – 3                                                                  | Zambia                                                                 | Amichevole                                                             | -                                                                      | 83’                                                                    |
| 5-7-2019                                                               | Il Cairo                                                               | Marocco                                                                | 1 – 1 dts (1 – 4 dtr)                                                  | Benin                                                                  | Coppa d'Africa 2019 - Ottavi di finale                                 | -                                                                      | 88’ 90+1’                                                              |
| 11-10-2019                                                             | Oujda                                                                  | Marocco                                                                | 1 – 1                                                                  | Libia                                                                  | Amichevole                                                             | -                                                                      | 60’                                                                    |
| 15-10-2019                                                             | Tangeri                                                                | Marocco                                                                | 2 – 3                                                                  | Gabon                                                                  | Amichevole                                                             | -                                                                      | 85’                                                                    |
| 12-6-2023                                                              | Rabat                                                                  | Marocco                                                                | 0 – 0                                                                  | Capo Verde                                                             | Amichevole                                                             | -                                                                      | 46’                                                                    |
| 17-6-2023                                                              | Durban                                                                 | Sudafrica                                                              | 2 – 1                                                                  | Marocco                                                                | Qual. Coppa d'Africa 2023                                              | -                                                                      | 62’                                                                    |
| Totale                                                                 |                                                                        | Presenze                                                               | 9                                                                      |                                                                        | Reti                                                                   | 0                                                                      |                                                                        |

## Palmarès

### Club

#### Competizioni nazionali
- Campionato olandese: 2

Ajax: 2020-2021
Feyenoord: 2022-2023
- Coppa dei Paesi Bassi: 1

Ajax: 2020-2021

#### Competizioni internazionali
- UEFA-CONMEBOL Club Challenge: 1

Siviglia: 2023
- CONCACAF Champions League: 1

Pachuca: 2024
- Coppa Intercontinentale FIFA - Derby delle Americhe: 1

Pachuca: 2024
- Coppa Intercontinentale FIFA - Challenger Cup: 1

Pachuca: 2024